# Nohely Arteaga
Nohely Coromoto González Arteaga (Caracas, 5 de diciembre de 1963) es una actriz venezolana, reconocida internacionalmente por las telenovelas en las que trabajó y protagonizó en los 80's y 90's. 

## Vida personal
Nohely Arteaga es la cuarta de cinco hermanas y está casada en segundas nupcias con el empresario Hernán Pérez Pereira, quien es hijo del productor y empresario Hernán Pérez Belizario. Nohely tiene dos hijos, Oscar Leonardo Abad de su primer matrimonio con Oscar Abad y Hernán Elías Pérez González de su segundo matrimonio. 

## Carrera
A los 14 años comenzó a tomar clases de actuación en la Escuela Gonzalo J. Camacho, alternando con sus estudios escolares. Posteriormente tomó clases con otros maestros de actuación como Nelson Ortega, Felicia Canetti y Carlos Ospino, entre otros. Posee una extensa trayectoria artística, ha trabajado en numerosas producciones televisivas, cinematográficas y teatrales y ha recibido diversos premios y reconocimientos por sus trabajos artísticos . Sus comienzos en televisión fueron en la cadena venezolana RCTV, posteriormente, a principios de los años 1990, se sumó al equipo de trabajo de la productora independiente Marte Televisión y desde fines de la década de 1990 trabaja en la cadena Venevisión. También trabajó en 1987 en la productora Crustel S.A. en Argentina.

## Trayectoria
| 2019      | Bolívar Una Lucha Admirable   | María de la Concepción Palacios y Blanco |
| 2019      | Las muñecas de la mafia       | Presentadora de Televisión               |
| 2016      | Entre tu amor y mi amor       | Raúla Buendía                            |
| 2015      | A puro corazón                | María Cristina de Aristiguieta           |
| 2013-2014 | De todas maneras Rosa         | Santa Bermúdez                           |
| 2011-2012 | El árbol de Gabriel           | Valentina Pacheco                        |
| 2009-2010 | Tomasa Tequiero               | Virginia de Bustamante                   |
| 2007-2008 | Toda una dama                 | Imperio Laya                             |
| 2006-2007 | Ciudad bendita                | Magaly Mercado 'Doble M'                 |
| 2005      | El amor las vuelve locas      | Mara Montilla                            |
| 2003-2004 | Cosita rica                   | Tiffany Cárdenas                         |
| 2002      | Las González                  | Camelia González                         |
| 2001-2002 | Guerra de mujeres             | Ana                                      |
| 2000      | Amantes de luna llena         | Micaela Lugo                             |
| 1998-1999 | El país de las mujeres        | Julia Gallardo Gómez                     |
| 1998      | Samantha                      | Raiza Rincón Luzardo                     |
| 1995-1996 | Cruz de nadie                 | Maité Antúnez                            |
| 1993-1994 | El paseo de la gracia de Dios | Ismenia Delfino Mendoza                  |
| 1992      | Las dos Dianas                | Diana Burgos / Dianita                   |
| 1991-1992 | La traidora                   | Dayana Montoya                           |
| 1990-1991 | Emperatriz                    | Esther Lander Corona                     |
| 1988      | Alma mía                      | Alma Rosa                                |
| 1987-1988 | Tu mundo y el mío             | Emilia Pacheco-Quintana                  |
| 1986      | Atrévete                      | Ana Sánchez                              |
| 1984-1985 | Topacio                       | Valeria Rangel                           |
| 1984      | La salvaje                    | Ruperta del Rincón Arguello              |
| 1984      | Azucena                       | María Gabriela Itriago                   |
| 1984      | Julia (telenovela)            |                                          |
| 1983      | Leonela                       | Teresa                                   |
| 1983      | Chao, Cristina                | Saraí                                    |
| 1983      | Bolívar Caminos que andan     | Maria Teresa del Toro y Alaiza           |
| 1983      | María Laura                   | Isabelita                                |

### Unitarios
- Angustia (1990)
- Un grito en la oscuridad
- Andrea
- Escándalos (2015) - Televen - Gabriela de Rellán / Hilaria Grimaldi Campos / Paula López

### Películas
- Asesino nocturno
- Borrón y cuenta nueva (2000)
- 13 segundos
- Miranda regresa (2007)
- Bloques (2008)
- Muerte en alto contraste

### Teatro
- Don Gato y su Pandilla
- Todos queremos ser rey
- Fuego al amor
- La pulga en la oreja
- Se busca viuda con dólares (Miami)
- La gata sobre el tejado caliente
- Locas, trasnochadas y melancólicas
- ... y nos seguimos queriendo
- El Mundo de Oz
- Tío Tigre y Tío Conejo
- Pedro y el lobo (Cuento Sinfónico)
- Lectura dramatizada de la obra Orinoco
- A 2,50 la Cubalibre
- Palabras encadenadas
- La ratonera (Producción)
- Maléfica y Caspian

### Comerciales
- Coca Cola
- Hall´s Mentoliptus y Lemonliptus
- Calzados Skipper
- Shampoo Drene
- Pepsodent
- Aerolíneas Viasa
- Jeans Levi´s
- Probióticos
- Excellence - L´Oreal
- White Perfect - L´Oreal
- Mundo Samira

## Premios y reconocimientos
- Mejor Actriz Extranjera (Argentina 1989).
- Mejor Papel Secundario (Premio Casa del Artista 1991).
- Mejor Actriz del Año (Premio Casa del Artista 1992).
- Mejor Actriz del Año (Meridiano de Oro 1992).
- Mejor Actriz del Año (Premio Cacique de Oro 1993).
- Mejor Actriz del Año (Meridiano de Oro 1994).
- Mejor Actriz del Año (Premio Casa del Artista 1995).
- Mejor Actriz del Año (Premio Flamingo / Miami 1995-1996).
- Mejor Actriz Joven (Premio Casa del Artista 1996).
- Mejor Actriz Caracterizada (Tamanaco de Oro 2002).
- Mejor Rol Característico (El Universo del Espectáculo 2006).
- Mejor Protagonista Adulta (El Universo del Espectáculo 2008).